# Landelijke fietsroute 14
De Saksenroute of LF14 is een LF-route in Nederland tussen Lauwersoog en Enschede, een route van ongeveer 290 kilometer. Voorheen sloot de route aan op de LF10 Waddenzeeroute, deze is opgegaan in de icoonroute LF Kustroute.
Het fietspad loopt door de provincies Groningen, Drenthe en Overijssel. Dit gebied werd vroeger bewoond door de Saksen.
De route van Lauwersoog naar Enschede heeft het nummer LF14a en de route van Enschede naar Lauwersoog  LF14b.
Voor de ontwikkeling van de icoonroutes sloot de route aan op diverse voormalige LF-routes, zoals de LF15,LF16 en LF18. De routes zijn echter komen te vervallen.
De route is in zijn geheel onderdeel van de LF Ronde van Nederland.

## Traject
De route start in Lauwersoog. Hier kan worden aangesloten op de EuroVelo EV12 Noordzeeroute en de LF Kustroute. 
De route gaat door het Nationaal Park Lauwersmeer en langs de Marnewaard. Ook komt de route langs de Willem Lodewijk van Nassaukazerne.
De route kruist de waterwegen Reitdiep en Kommerzijlsterriet. Na Saaksum volgt ze het Oldehoofsch kanaal tot Ezinge. Hier ligt het Museum Wierdenland. 
Na Garnwerd volgt de route enige tijd het Reitdiep.  
In Groningen kruist de route de LF9 NAP-route. De stad uit volgt de route een tijd het Noord-Willemskanaal. Ze komt hierbij langs het Hoornsemeer en het Paterswoldsemeer. Na Haren volgt natuurgebied Sassenhein en verderop het Noordlaarderbos. 
De route gaat de provincie Drenthe binnen. Hier volgt natuurgebied Vijftig Bunder. De route volgt het dal van de Drentsche Aa die diverse namen heeft, hier Schipborgsche Diep. Na Zuidlaren kruist de route dit riviertje en gaat door natuurgebied Siepelveen.
Langs de Drentse Aa die hier Oudemolensche Diep heet voert de route zuidwaarts. Ze kruist deze rivier en dan gaat het door natuurgebied Balloërveld.
De route komt voorbij 't Nije Hemelriek in Boswachterij Gieten-Borger. Ook gaat ze door natuurgebied Drouwenerzand.
De route bereikt het Kanaal Buinen-Schoonoord en volgt dit kort. Daarna gaat de route door Boswachterij Exloo gevolgd door Boswachterij Odoorn en wat later het Valtherbos.
In Emmen gaat de route langs Wildlands Adventure Zoo Emmen en daarna door het Noordbargerbos.
Na Coevorden gaat de route de provincie Overijssel binnen. Bij Marslanden (Hardenberg) (tegenover Hardenberg) wordt de Overijsselse Vecht bereikt. Deze wordt gevolgd. De route gaat door het grote natuurgebied Vecht- en Beneden-Reggegebied.
Als de Vecht verlaten wordt gaat de route door natuurgebied Zandstuve vlak voor Vroomshoop. Een tijd later volgt natuurgebied Engbertsdijksvenen.
De route komt door het gebied van riviertje de Dinkel en gaat daarna door natuurgebied Lutterzand. 

## Aansluitingen met Europese routes
- In Lauwersoog kan worden aangesloten op de EuroVelo EV12 Noordzeeroute.

## Aansluitingen met andere LF- of icoonroutes
- In Lauwersoog kan worden aangesloten op de LF Kustroute.
- In Groningen kruist de route de LF9 NAP-route.
- In Esnchede kan worden aangesloten op de LF4 Midden-Nederlandroute.

## Aansluitingen met regionale routes
- Op elk willekeurig punt kan gebruik worden gemaakt van het fietsroutenetwerk ter plaatse.